# بين هويل
بين هويل (بالإنجليزية: Ben Hoyle)‏ هو قس نيوزيلندي، ولد في 21 يونيو 1979 في أشتون أندر لاين ‏ في المملكة المتحدة.